# 大岩村 (富山県)
大岩村（おおいわむら）は、かつて富山県中新川郡にあった村。

## 沿革
- 1889年（明治22年）4月1日 - 町村制の施行により、上新川郡茗荷谷村、檜谷村、大沢村、中ノ又村、谷浅生村、大松新村、大松村及び塩谷村の区域をもって、上新川郡茗荷谷村（みょうがだにむら）が発足する。
- 1896年（明治29年）3月29日 - 郡制の施行のため、上新川郡の区域から分立して、中新川郡が発足により、中新川郡に所属となる。
- 1916年（大正5年） - 名称を大岩村に変更する。
- 1953年（昭和28年）9月10日 - 中新川郡上市町、柿沢村、大岩村、宮川村、南加積村及び山加積村が合併して、中新川郡上市町が発足する。

## 歴代村長
出典→
- 初代・2代：滝川作造（1889年6月5日 - 1897年2月15日）
- 3・4代：滝川庄作（1897年2月27日 - 1905年2月26日）
- 5 - 7代：土肥庄左衛門（1895年3月9日 - 1905年3月10日、中新川郡書記の職務管掌）
- 8代：滝川庄作（1905年5月2日 - 1909年5月1日）
- 9代：滝川作造（1909年5月2日 - 1911年7月4日）
- 10代：滝川作造（1911年7月28日 - 1914年10月15日）
- 11 - 13代：高林勇作（1914年10月30日 - 1924年3月24日）
- 14代：土肥作次郎（1924年3月25日 - 1928年2月18日）
- 15代：唐須鼎造（1928年4月5日 - 1928年8月26日）

この間は富山県属小又幸井の職務管掌
- 16代：松原忠友（1928年9月6日 - 1930年1月19日）
- 17 - 20代：土肥庄太郎（1930年1月20日 - 1946年1月19日）

この間は富山県属の職務管掌
- 21 - 23代：坂井金次郎（1946年3月18日 - 1953年9月9日、22・23代は公選）